# Hawaiian Chieftain
Le Hawaiian Chieftain est un ketch, à coque acier, construit en 1988.

En 2004, il a été racheté par le Grays Harbor Historical Seaport Authority, association gestionnaire de la goélette Lady Washington.

## Histoire
Le Hawaiian Chieftain est la reproduction d'un navire marchand européen typique du XIXe siècle. Il ressemble aux navires des explorateurs espagnols utilisés pour coloniser la Californie vers la fin du XVIIIe siècle.
Cette réplique a été réalisée à Lahaina sur l'île de Maui, dans l'archipel d'Hawaï.
Le Hawaiian Chieftain navigue, jusqu'en 2004, sur la côte Ouest de la Californie, comme charter privé pour des programmes éducatifs de formation à la voile et d'histoire.

En 2004, il est vendu pour un programme de voile au cap Cod et prend alors le nom de Spirit of Larinda. Mais, en raison de la mort inattendue de son propriétaire, il reste inactif. 
En 2005, il est racheté par le Grays Harbor Historical Seaport Authority et rejoint les activités du Lady Washington en reprenant son nom d'origine Hawaiian Chieftain.